# Daniszyn
Daniszyn is een plaats in het Poolse district  Ostrowski (Groot-Polen), woiwodschap Groot-Polen. De plaats maakt deel uit van de gemeente Ostrów Wielkopolski en telt 1200 inwoners.

## Verkeer en vervoer
- Station Daniszyn